# Bobby Pearce
Henry Robert Pearce (conocido como Bobby Pearce; 30 de septiembre de 1905-20 de mayo de 1976) fue un deportista australiano, que compitió en remo.
Participó en dos Juegos Olímpicos de Verano en los años 1928 y 1932, obteniendo dos medallas, oro en Ámsterdam 1928 y oro en Los Ángeles 1932.

## Palmarés internacional
| Juegos Olímpicos | Juegos Olímpicos             | Juegos Olímpicos | Juegos Olímpicos |
| Año              | Lugar                        | Medalla          | Prueba           |
| ---------------- | ---------------------------- | ---------------- | ---------------- |
| 1928             | Ámsterdam (Países Bajos)     | Medalla de oro   | Scull individual |
| 1932             | Los Ángeles (Estados Unidos) | Medalla de oro   | Scull individual |